# 門真市立沖小学校
門真市立沖小学校（かどましりつおきしょうがっこう）は、大阪府門真市にある公立小学校。

## 沿革
地域の宅地化に伴う児童数の激増に伴う門真市立大和田小学校の過大規模解消のため、従来の同校の校区を分離する形で1970年に開校した。開校当初は校舎建設が間に合わず、全校舎プレハブでの発足となった。翌1971年1月に校舎が完成している。
開校直後より児童数の急増傾向は続き、すぐに沖小学校も過大規模となった。開校6年後の1976年には従来の校区を分割し、門真市立五月田小学校が開校している。
- 1970年4月1日 - 門真市立大和田小学校より分離開校
- 1976年4月1日 - 門真市立五月田小学校を分離
- 1999年2月26日 - 体育館改装工事完了

## 交通
- 京阪本線 大和田駅より南へ約1.5km